# Markéta Navarrská (1128–1183)
Markéta Navarrská (francouzsky Marguerite, španělsky Margita, italsky Marherita, 1128 – 12. srpna 1183) byla sicilská královna a regentka.
Narodila se jako dcera navarrského krále Garcíi Ramíreze a Markéty z Aigle. V roce 1150 byla provdána za prince Viléma, čtvrtého syna sicilského krále Rogera.

## Královna
Král Vilém svou ženu nijak zvlášť nemiloval a často ji zcela zanedbával. Z manželství se narodili čtyři synové – Roger, Robert, Vilém a Jindřich, budoucí princ z Capuy. Královna byla silná osobnost a mnohokrát svého muže dotlačila k činům, když sám nehodlal jednat. Jejím důvěrníkem se stal Maio z Bari, velmi schopný králův kancléř nazývaný ammiratus ammiratorum. Maio usiloval o omezení vlivu šlechty na chod království a rovněž se snažil omezit přílišnou svobodu měst.
Barony trpící pod královskou mocí podněcoval ke vzpouře papež Hadrián IV., uražený, že jej Vilém nepožádal o papežské uznání, ale i byzantský císař Manuel I. Komnenos a císař Svaté říše římské Fridrich I. Barbarossa. V povstání, které následovalo, byl Maio zabit a královská rodina zajata. Vzpoura byla potlačena, ale při osvobozování byl zabit nejstarší královský syn Roger.

## Regentka
Král Vilém zemřel 7. května 1166. Vilém II. byl korunován sicilským králem, ale vzhledem k jeho nízkému věku se Markéta stala regentkou. Markéta vyhlásila generální amnestii a zrušila daň uvalenou na rebelující města. Její prvořadou starostí bylo obsadit uprázdněné místo po kancléři Maiovi dostatečně silnou osobností. Sama protežovala admirála Petra, který se proslavil v bitvách o Baleárské ostrovy, narazila však na silný odpor šlechty. Zklamaná postojem domácí šlechty, požádala svého bratrance Rotroua, arcibiskupa v Rouenu, aby jí poslal některého ze svých francouzských příbuzných z matčiny strany, aby jí pomohl vládnout. Jeden z jejích bratranců, Gilbert z Graviny, byl již na jihu, ale spojil se se šlechtou v odporu vůči admirálu Petrovi a královně. Admirál zhodnotil situaci jako neudržitelnou, vrátil se do Tunisu a konvertoval zpět k islámu. Za těchto okolností byla královna donucena smířit se s Gilbertem a poslat jej na pevninu připravovat obranu vůči invazi hrozící ze strany císaře Fridricha Barbarossy. Popularita, kterou si získala vstřícnými kroky po smrti manžela, začala prudce upadat. U lidu byla známa jako „ta Španělka“.

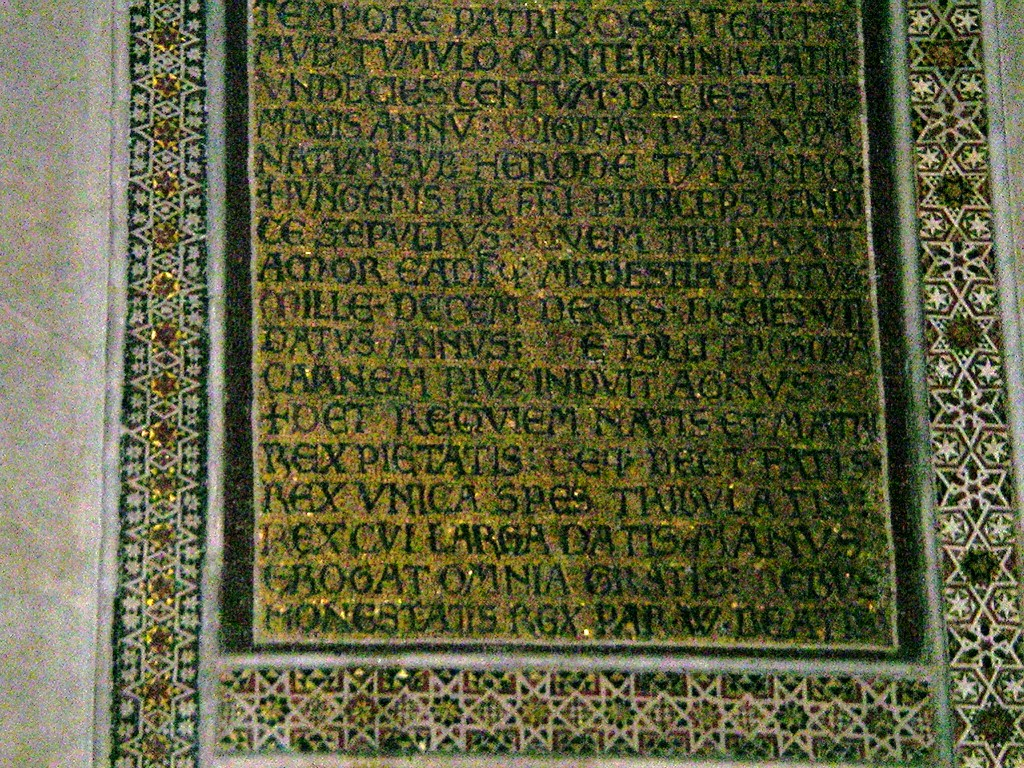
Náhrobní deska prince Jindřicha (Monreale, Palermo)

Po odjezdu Gilberta do Apulie přijel do Palerma Markétin bratr Rodrigo. Podle sicilského dvorního kronikáře Huga Falklanda byl Rodrigo dítětem milostné avantýry navarrské královny a král García Ramírez jej nikdy za syna neuznal. Protože tento údaj není podepřen žádným jiným zdrojem, zdá se, že šlo nejspíše o dvorskou pomluvu. Kromě toho si zřejmě královna uvědomila, že Rodrigo by mohl být nebezpečný pro budoucí vládu jejího syna a tak jej obdařila titulem hrabě z Montescaglioso a odeslala do Apulie. Naštěstí však arcibiskup Rotrou vyhověl žádosti královny a požádal dalšího bratrance Štěpána z Perche, aby se na své cestě na křižáckou výpravu zastavil na Sicílii. Štěpán připlul s družinou 37 rytířů, již na Sicílii zůstal a v listopadu 1166 se stal kancléřem.
V roce 1167 Markéta finančně podpořila papeže Alexandra III. v jeho odporu proti společnému nepříteli Fridrichovi Barbarossovi. Na podzim toho roku však udělala fatální chybu, když bratrance Štěpána jmenovala arcibiskupem v Palermu. Tímto činem si kromě šlechty postavila proti sobě i duchovenstvo. V této době rovněž dorazil na Sicílii její bratr Rodrigo a rozmnožil nesnáze tím, že rozšiřoval pomluvy o tom, že Markéta je pod vlivem svého milence Richarda z Molise a Štěpána obvinil z incestu. Nicméně se podařilo (možná i úplatkem) odeslat Rodriga zpět do Španělska.
V roce 1168 čelila Markéta vzpouře vazalů, kterým se nelíbilo, že navarrští a francouzští dvořané získávají rozhodující vliv. Štěpán byl donucen odejít a rovněž Gilbert z Graviny byl vyhoštěn. Markéta tak byla zbavena veškeré rodinné pomoci, de facto byla zbavena vlády a se synem žila v Palermu pod dohledem sicilské šlechty. Stěžovala si sice u papeže i u Tomáše Becketa, arcibiskupa z Canterbury, ale žádné konkrétní pomoci se nedočkala. Tím de facto skončilo její regentství, i když de iure byla regentkou až do synovy dospělosti, tj. do roku 1171.
Zemřela v roce 1183 a je pohřbena v katedrále v Monreale v provincii Palermo.